# Mario Terán
Mario Terán (ur. 9 kwietnia 1941 w Cochabambie, zm. 10 marca 2022 w Santa Cruz) – sierżant boliwijskiej armii, który jako młody człowiek w 1967 roku wykonał egzekucję na Ernesto „Che” Guevarze.

## Życiorys
Po ujęciu w miejscowości La Higuera Che Guevary, Terán został wyznaczony przez swego dowódcę do zastrzelenia jeńca.
W roku 2006 został zoperowany przez kubańskich lekarzy w Wenezueli, co przywróciło mu wzrok.

Po raz pierwszy informacja ta ukazała się, kiedy syn Terána napisał list do Santa Cruz de la Sierra, dziękując kubańskim lekarzom. W 2007 roku zdarzenie to przykuło większą uwagę, kiedy Granma (oficjalna gazeta partii rządzącej na Kubie) opisała operację pisząc: 

Cztery dekady potem jak Mario Terán usiłował zniszczyć marzenia i pomysł, Che znów wraca, żeby wygrać następną bitwę... Teraz stary człowiek [Terán], może podziwiać kolory nieba i lasu, cieszyć się uśmiechami wnuków.